# Mikiko Terui
Mikiko Terui (jap. 照井 美喜子 Terui Mikiko; * 19. Oktober 1952) ist eine ehemalige japanische Skilangläuferin.
Terui, die an der Nihon-Universität studierte, belegte bei den Nordischen Skiweltmeisterschaften 1974 in Falun jeweils den 37. Platz über 5 km und 10 km sowie den neunten Platz mit der Staffel. Bei ihrer einzigen Teilnahme an Olympischen Winterspielen im Februar 1976 in Innsbruck kam sie auf den 30. Platz über 10 km und auf den 26. Rang über 5 km. Bei japanischen Meisterschaften siegte sie dreimal über 10 km (1974–1976) und zweimal über 5 km (1974, 1976).